# Армо (Бреша)
Армо је насеље у Италији у округу Бреша, региону Ломбардија.
Према процени из 2011. у насељу је живело 68 становника. Насеље се налази на надморској висини од 842 м.